# Száva János Zoltán
Száva János Zoltán (Csíkszépvíz, 1916. július 19. – Marosvásárhely, 2001. július 27.) erdélyi magyar orvos, orvosi szakíró, egyetemi tanár.

## Életpályája
Az erdélyi örmény Száva család leszármazottja. 
Középiskoláit a csíkszeredai Római Katolikus Főgimnáziumban végezte, s a brassói Meşota Líceumban érettségizett (1934). Egyetemi tanulmányait Kolozsváron az I. Ferdinand Egyetem Orvosi Karán végezte (1940); 1941 márciusában már a Ferenc József Tudományegyetemen avatták doktorrá. Először a kolozsvári Sebészeti Műtéttani és Urológiai Klinikán, majd a baleseti sebészeten dolgozott. A harctéri szolgálat és a hadifogságból való hazatérése után rövid ideig Gyergyószentmiklóson és Zilahon teljesített orvosi szolgálatot. 1949. január 1-jétől a marosvásárhelyi OGYI-n az ortopédia–traumatológia és gyermeksebészeti tantárgyak előadótanára. 1968-tól nyugdíjazásáig (1982) professzori minőségben vezette a tanszéket és a klinikát, ezután 1995-ig konzultáns professzor és doktorátusvezető. Az orvostudomány doktora fokozatot 1961-ben, az érdemes professzori címet 1971-ben nyerte el.

## Kutatási területe
Kutatási területe az ortopédia, a traumatológia, a gyermeksebészet, a rosszindulatú daganatok műtéti kezelése. 18 új műtéti eljárást dolgozott ki. Úttörő munkát végzett a teljes csigolya-kiirtás és a gerinc csontpótlásos helyreállítása terén.

## Írásai
Több mint száz szakdolgozatot közölt a Chirurgia, Orvosi Szemle, Pediatrie, Kísérletes Orvostudomány, Zeitschrift für Orthopädie, Orthopädische Praxis, Zentralblatt für Chirurgie hasábjain. Számos hazai és nemzetközi kongresszuson mutatta be eredményeit (Budapest 1956, Moszkva 1960, München 1961, Bécs 1963, Párizs 1966, Salzburg 1970, Bad Homburg 1971, Essen 1983).

## Társadalmi szerepvállalása
Tagja volt a román és magyar nemzetközi Ortopéd Társaságnak, tiszteleti tagja a Magyar Traumatológusok Társaságának, az Erdélyi Múzeum-Egyesületnek, 1950–78 között szerkesztőbizottsági tagja a Chirurgia c. folyóiratnak.

## Kötetei
- Mozgásszervek sebészete (tankönyv, Marosvásárhely, 1950)
- Fejezetet írt a N. Hortolomei és I. Ţurai szerkesztésében megjelent Chirurgie c. kézikönyvbe (Bukarest, 1955)
- A gyermekkor sebészete (Marosvásárhely, 1962)
- Sebészeti jegyzet. Részletes sebészet. I–III. (társszerző, Marosvásárhely, 1953–56; ugyanez nyomtatásban is, Marosvásárhely, 1954-től)
- Ortopédia és traumatológia (Marosvásárhely, 1977, románul is)
- A gyermekkor sebészete és urológiája (szerk., Marosvásárhely, 1978, román nyelven is)